# Mickleden Beck
Der Mickleden Beck ist ein Wasserlauf im Lake District, Cumbria, England.
Der Mickleden Beck entsteht aus dem Zusammenfluss von Rossett Gill, Little Gill und Stake Gill.
Er fließt in südöstlicher Richtung bis zu seiner Mündung in den Great Langdale Beck.